# Frederick Jackson Turner
Frederick Jackson Turner (Portage, 14 de novembro de 1861 – San Marino, 14 de março de 1932) foi um historiador estadunidense, conhecido principalmente por seus trabalhos na área da História dos Estados Unidos.

## Biografia
Turner é amplamente reconhecido como um dos historiadores mais influentes dos Estados Unidos na primeira metade do século XX. Em 1889, defendeu na Universidade Johns Hopkins sua tese de doutorado, intitulada The Character and Influence of the Indian Trade in Wisconsin, publicada de forma ampliada e revisada em 1891. No ano de 1910, foi o presidente da American Historical Association. Em 1933, Recebeu o Prémio Pulitzer de História pelo texto The Significance of Sections in American History.

## A "Tese da Fronteira"
Turner se tornou uma figura de destaque na historiografia norte-americana especialmente após a publicação de seu mais conhecido texto, The Significance of the Frontier in American History, publicado em 1893, responsável por apresentar as linhas gerais da "tese da fronteira" (frontier thesis), conceito desenvolvido e aprimorado pelo historiador ao longo de toda a sua trajetória acadêmica.
O autor afirma que a expansão da população dos Estados Unidos em direção ao Oeste, iniciada no início do século XVIII, teria sido o fator constitutivo dos ideais que viriam a caracterizar a sociedade estadunidense do século XIX, tais como o individualismo, a democracia e o nacionalismo. A fronteira foi o local onde a civilização norte-americana “pioneira” pôde se reconstruir continuamente, na medida em que o controle social do Estado – a aristocracia administrativa do litoral Leste – avançava em sua direção. O constante desbravamento de novas terras, a luta contra os povos indígenas e a organização social primitiva baseada na família seriam alguns dos principais elementos da fronteira, geradores de uma personalidade rude e trabalhadora, mas também curiosa e criativa, ainda que anti-social, contrária a toda forma de controle externo direto, seja ele político, econômico ou cultural. No período da virada do século XIX para o século XX, o fim da expansão da fronteira marcaria um período de ruptura na história da civilização estadunidense, o fim da "colonização do Oeste".

## Obras
Originais em inglês:
- 1883 - History of the 'Grignon Tract' on the Portage of the Fox and Wisconsin Rivers
- 1883 - The Poet of the Future
- 1884 - Architecture through Oppression
- 1888 - Outline Studies in the History of the Northwest
- 1889 - The Character and Influence of the Fur Trade in Wisconsin
- 1889 - The Conquest and Organization of the Northwest Territory
- 1891 - The Character and Influence of the Indian Trade in Wisconsin: A Study of the Trading Post as an Institution
- 1891 - The Significance of History
- 1892 - The Extension Work of the University of Wisconsin
- 1892 - Problems in American History
- 1893 - The Colonization of North America from the Earliest Times to 1763
- 1893 - The Significance of the Frontier in American History
- 1895 - Western State-Making in the Revolutionary Era
- 1896 - The Problem of the West
- 1896 - The Rise and Fall of New France
- 1896 - The West as a Field for Historical Study
- 1897 - Carondelet on the Defence of Louisiana
- 1897 - Dominant Forces in Western Life
- 1897 - The Mangourit Correspondence in Respect to Genet's Projected Attack upon the Floridas, 1793-94
- 1898 - Documents on the Relations of France to Louisiana, 1792-1795
- 1898 - Jefferson to George Rogers Clark, 1783
- 1898 - The Origin of Genet's Projected Attack on Louisiana and the Floridas
- 1900 - The Intellectual Influence of the West upon the Nation
- 1900 - The Significance of the Mississippi Valley in American History
- 1901 - The Diplomatic Antecedents of the Louisiana Purchase
- 1901 - The Middle West
- 1901 - Studies of American Immigration
- 1902 - Contribution of the West to American Democracy
- 1902 - English Policy toward America in 1790-1791
- 1903 - Correspondence of the French Ministers to the United States, 1791-1797
- 1903 - The Democratic Education of the Middle West
- 1903 - George Rogers Clark and the Kaskaskia Campaign, 1777-1778
- 1903 - Relation of Spain, England, and France in the Mississippi Valley, 1789-1800
- 1903 - The Significance of the Louisiana Purchase
- 1904 - The Diplomatic Contest for the Mississippi Valley
- 1904 - Documents on the Blount Conspiracy, 1795-1797
- 1904 - The Historical Library in the University
- 1904 - Problems in American History
- 1905 - The Policy of France toward the Mississippi Valley in the Period of Washington and Adams
- 1906 - The Colonization of the West, 1820-1830
- 1906 - Rise of the New West, 1819-1829
- 1906 - The South, 1820-1830
- 1907 - Is Sectionalism in America Dying Away?
- 1908 - The Development of American Society
- 1908 - The Old West
- 1908 - On the Relations of Geography to History
- 1908 - On Research in Southern History
- 1909 - The Ohio Valley in American History
- 1910 - Pioneer Ideals and the State University
- 1910 - Social Forces in American History
- 1912 - Guide to the Study and Reading of American History
- 1912 - The Harvard Comission on Western History
- 1913 - Reuben Gold Thwaites: A Memorial Address
- 1913 - The Territorial Development of the United States
- 1914 - The First Official Frontier of the Massachussets Bay
- 1914 - Frontier in American Development
- 1914 - Geographical Influences in American Political History
- 1914 - Sectionalism in the United States
- 1914 - The Significance of Sectionalism in American History
- 1914 - The West and American Ideals
- 1914 - West as a Factor in American Politics
- 1917 - Significance of the North Central States in the Middle of the Nineteenth Century
- 1918 - Middle Western Pioneer Democracy
- 1919 - Greater New England in the Middle of the Nineteenth Century
- 1922 - Agricultural History as a Field of Research
- 1922 - Sections and Nation
- 1925 - Geographic Sectionalism in American History
- 1926 - The Children of the Pioneers
- 1935 - The United States, 1830: The Nation and Its Sections

Traduções para o português:
- Turner, Frederic J. (2005). «O significado da História». São Paulo. História. 24 (1): 191–223